# United Parcel Service
United Parcel Service, Inc. (UPS) es una empresa de transporte de paquetes. Su sede está en Atlanta, Georgia, Estados Unidos.
La sede de Bienne, en Suiza, se encarga de las operaciones en Europa, Oriente Medio y África.
El color marrón de sus camiones, así como el uniforme de los empleados, propicia el sobrenombre con el que es conocido la compañía: "Big Brown".[cita requerida]
Entre sus principales competidores en los Estados Unidos están FedEx, DHL y el propio servicio postal de los Estados Unidos. Históricamente, UPS solo tenía competencia del USPS en el mercado de los envíos por tierra de bajo coste. Sin embargo, cuando FedEx adquirió RPS (Roadway Package System) y la renombró como FedEx Ground, se convirtió en competidor. Además, DHL compró posteriormente Airborne Express.[cita requerida]

## Historia

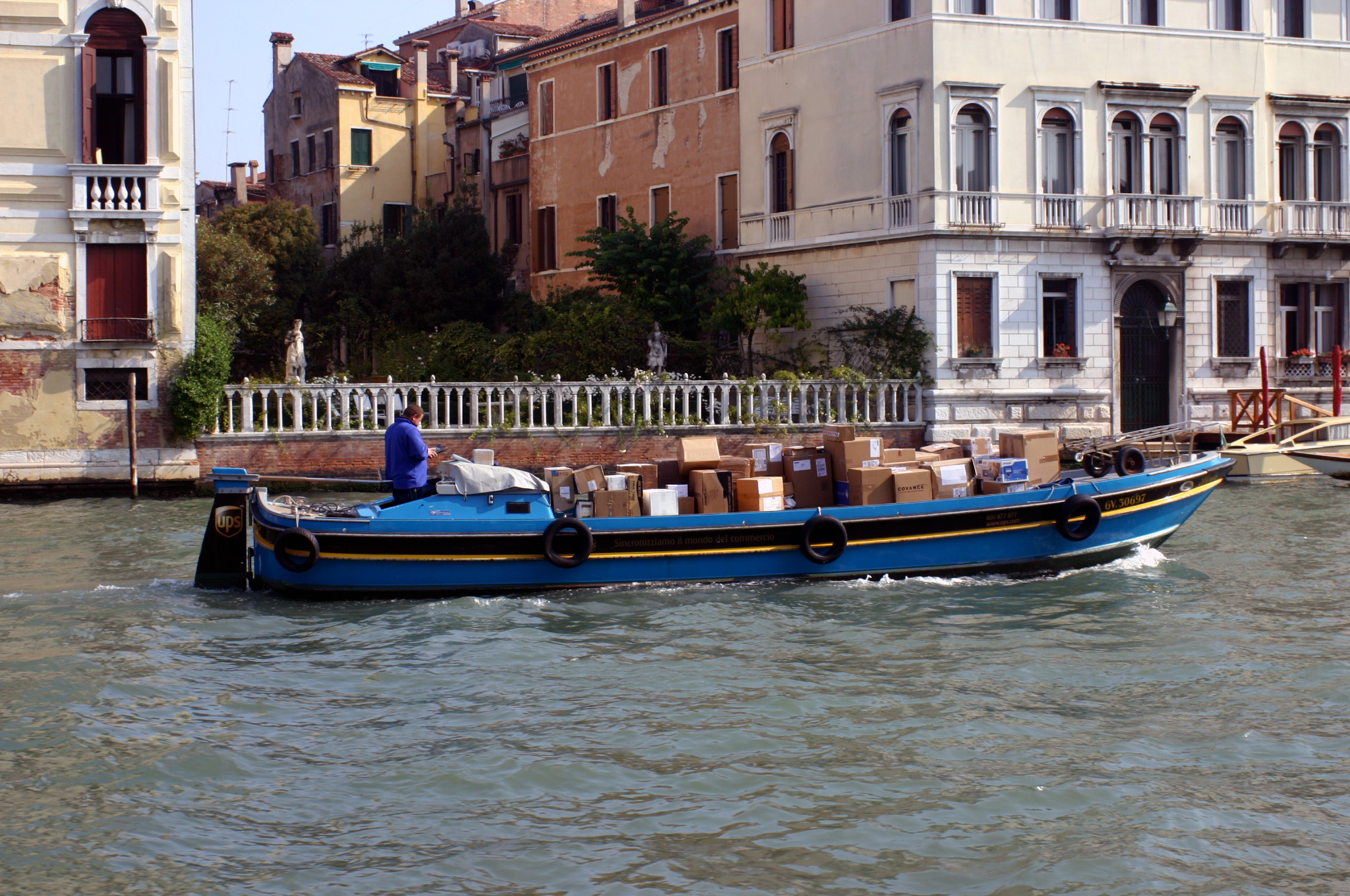
UPS Venecia.

En 1907, James E. Casey, con 19 años de edad, fundó la American Messenger Company en Seattle, Washington con 100 dólares que le había prestado un amigo. En 1913 se unió a Evert McCabe y formaron Merchants Parcel Delivery. En 1919, la compañía creció, salió de Seattle, y pasó a llamarse United Parcel Service.
El Comité de Acciones Políticas de UPS ha sido el donante más generoso a los candidatos federales en cada elección desde 1992, donando un total de 14 millones de dólares hasta el 31 de diciembre de 2005, según indican los registros de la Comisión Federal de Elecciones.
El 3 de octubre de 2006, UPS Gran Bretaña adquirió LYNX Express Ltd., una de las mayores empresas británicas de envíos por valor de 55,5 millones de libras. La operación contó con el permiso de la Comisión Europea. El primer centro de operaciones conjunto se abrió a mediados de 2006 en Dartford, al este de Londres.
Con datos de 20 de abril de 2006, UPS incrementó en un 9% el volumen de pequeños paquetes con respecto al año 2005.
En el primer trimestre de 2009, tuvo una ganancia de US$401 millones, una caída de 56% frente al mismo período de un año antes.

## Funcionamiento del sistema

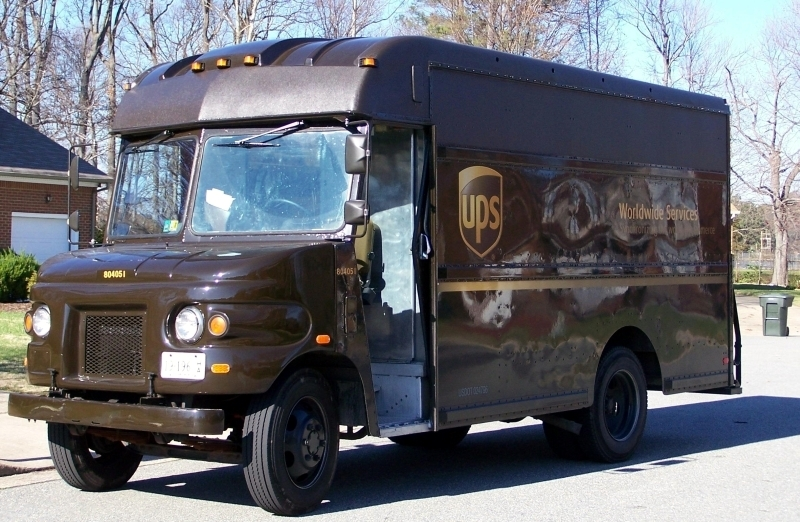
Camión de entregas.

UPS utiliza lo que se conoce en inglés como Hub and Spoke distribution paradigm, un modelo radial mediante el cual la compañía opera unos centros que son el punto de entrada de los envíos y surten de paquetes a unos centros mayores denominados hubs, los cuales los clasifican y envían a su destino. El destino puede ser otro hub si la distancia es muy grande, o bien su destino final.

## Línea aérea
UPS opera su propia aerolínea (IATA: 5X, OACI: UPS, Indicativo UPS) con base en Louisville, Kentucky. En Europa, su centro principal está en Colonia, Alemania. 

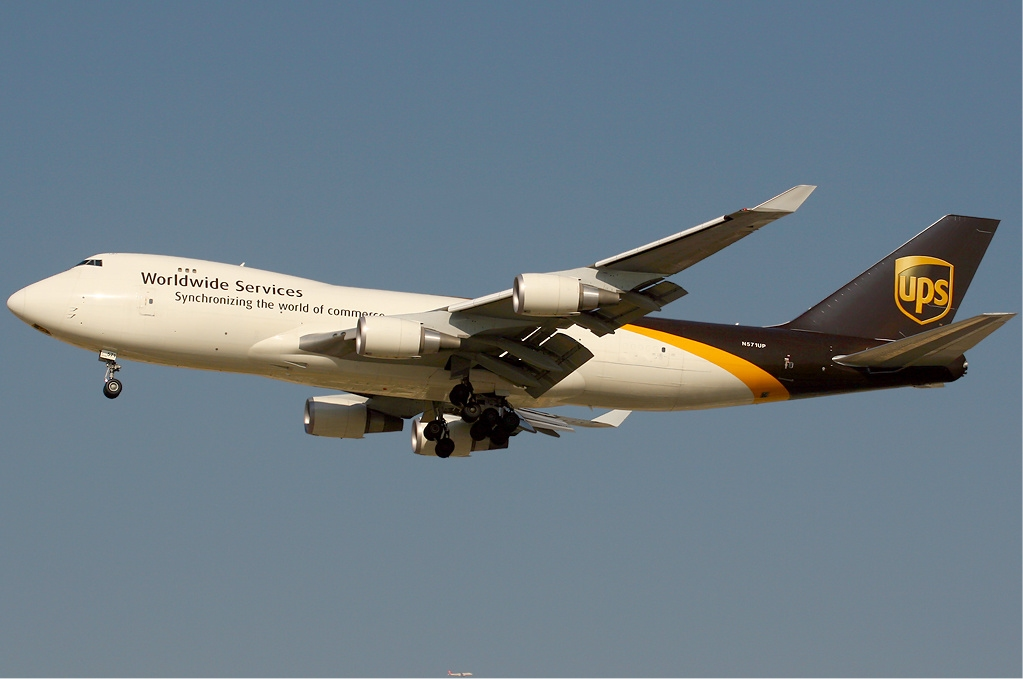
Un Boeing 747-400 de UPS en Dubái; el mismo implicado en el accidente fatal del vuelo 6 en 2010.

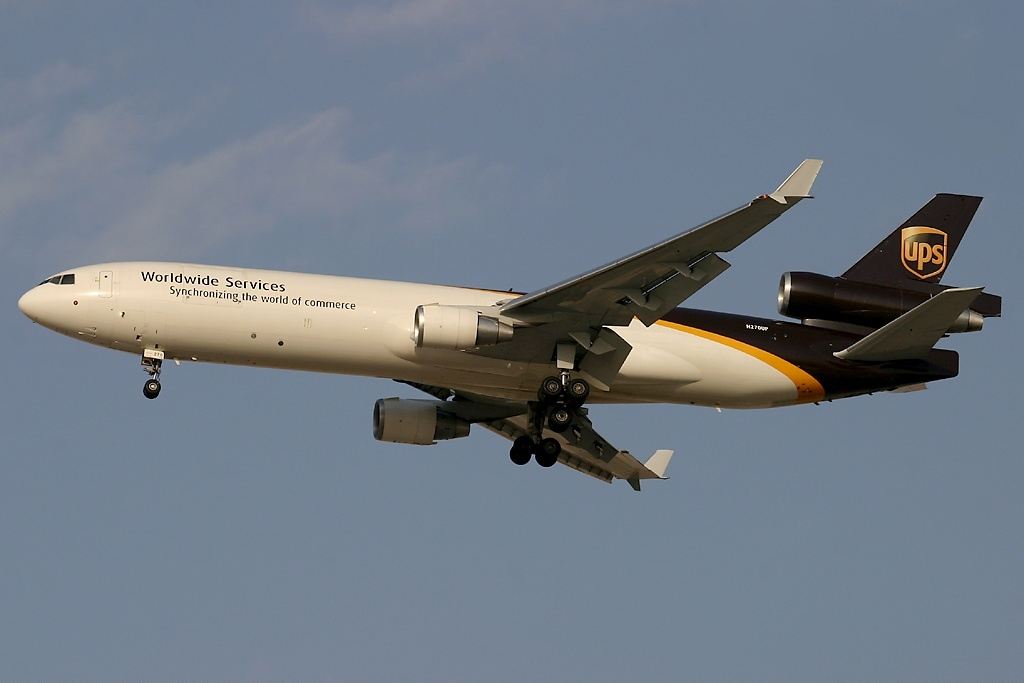
N270UP un McDonnell Douglas MD-11F de UPS.

A mayo de 2023, UPS Airlines tiene una flota activa de los siguientes aviones jet, con una edad media de 21.4 años. La aerolínea no tiene ningún avión turbohélice, o aviones de corto alcance, en su lugar la compañía renta estos aviones a compañías como Air Cargo Carriers y Ameriflight.
| Avión                    | En Servicio | Órdenes | Notas                                                                          |
| ------------------------ | ----------- | ------- | ------------------------------------------------------------------------------ |
| Airbus A300-600F         | 52          | —       |                                                                                |
| Boeing 747-400BCF        | 2           | —       |                                                                                |
| Boeing 747-400F          | 11          | —       |                                                                                |
| Boeing 747-8F            | 28          | —       | Mayor operador.                                                                |
| Boeing 757-24APF         | 75          | —       |                                                                                |
| Boeing 767-300F          | 83          | 15      | Todos los 767 equipados con winglets para el ahorro de combustible en 2011-14. |
| McDonnell Douglas MD-11F | 40          | —       |                                                                                |
| Total:                   | 291         | 15      |                                                                                |

## Accidentes e incidentes
- El vuelo 1307 de UPS Airlines, operado por un McDonnell Douglas DC-8-71F, despegó del Aeropuerto Internacional Hartsfield-Jackson, Estados Unidos, hacía el Aeropuerto Internacional de Filadelfia, mientras estaba en la aproximación final en una noche poco nublada, una alarma de incendio se activo en la cabina, y los pilotos tuvieron que aterrizar de emergencia en Filadelfia, la tripulación evacuó minutos después de aterrizar.[6]

- El vuelo 6 de UPS Airlines, despegó desde el Aeropuerto Internacional de Dubái hacia el Aeropuerto de Colonia/Bonn, los pilotos reportaron humo desde la cabina de carga y reportaron un Mayday para un aterrizaje de emergencia, la aeronave se estrella en el Campo militar de Nad Al Sheba, Dubái, Emiratos Árabes Unidos.[7]

- El vuelo 1354 de UPS Airlines despegó desde el Aeropuerto Internacional de Louisville, cuando descendía entre densas nubes en una noche con poca turbulencia hacia el Aeropuerto Internacional de Birmingham-Shuttlesworth, la aeronave impacta una arbolera a pocos metros de la pista 18.[8][9]

- El vuelo 61 de UPS Airlines era operado por un McDonnell Douglas MD-11 modificado para transportar carga desde el Aeropuerto de Seúl hasta el Aeropuerto de Anchorage, el vuelo se salió de la pista de aterrizaje mientras intentaba despegar.[10]